# Mořkov
Mořkov är en ort i Tjeckien. Den ligger i den östra delen av landet, 270 km öster om huvudstaden Prag. Mořkov ligger 361 meter över havet och antalet invånare är 2 414.
Terrängen runt Mořkov är lite kuperad.Runt Mořkov är det tätbefolkat, med 369 invånare per kvadratkilometer. Närmaste större samhälle är Nový Jičín, 7,3 km nordväst om Mořkov. I omgivningarna runt Mořkov växer i huvudsak blandskog.